# بیا برگردیم (فیلم)
بیا برگردیم (به هندی: आ अब लौट चलें) فیلمی است محصول سال ۱۹۹۹ و به کارگردانی ریشی کاپور است. در این فیلم بازیگرانی همچون آکشای کانا، آیشواریا رای، سومان رانگاناتان، راجش خانا، موشومی چاترجی، قادرخان، پارش راوال، ساتیش کایشیک، جاسپال بهاتی، هیمانی شیوپوری، آلوک نات ایفای نقش کرده‌اند.